# Биакская белоглазка
Биакская белоглазка (лат. Zosterops mysorensis) — вид воробьиных птиц из семейства белоглазковых (Zosteropidae). Подвидов не выделяют.

## Распространение
Эндемик Западной Новой Гвинеи (Индонезия). Обитает в субтропических или тропических влажных равнинных лесах.

## Описание
Длина тела 11,5 см. Птица сверху оливково-зеленого цвета, на надхвостье чуть светлее. Узкое окологлазное кольцо белое. Горло и грудь белые, нижняя часть хвоста желтоватая. Радужная оболочка тускло-коричневая, клюв тёмный, ноги светло-серые.

## Охранный статус
МСОП присвоил виду охранный статус NT. Угрозу для вида представляет возможная утрата среды обитания.